# Литовская хартия
Литовская хартия — программная декларация Всемирной общины литовцев принятая 14 июня 1949 года в Аугсбурге. Документ содержит 13 статей о значении народа, языка, семьи, государства, школы, общества, печатного слова на родном языке, национальной культуры и символики обязательных для каждого литовца в изгнании. Полностью опубликована на литовском языке в издании Pasaulio Lietuvių Bendruomenės keliu.

## История принятия документа
27 мая 1949 года Верховный Комитет освобождения Литвы (VLIK) утвердил Положение о Всемирной общине литовцев (Lithuanian World Community, Pasaulio Lietuvių Bendruomenė — PLB). Две основные цели этой Общины формулируются как обязанность каждого ее члена сохранять свою националь- ную идентичность и выступать за государственную независимость Литвы. В июне 1949 года была принята Литовская хартия (хартия литовца), которая стала ключевым документом PLB.

## Текст хартии
1 Нация — это естественная общность людей. Никто не может быть принужден к разрыву связи с национальным сообществом. Литовцы, разбросанные по всему миру, образуют единую мировую литовскую общину.
2 Человек имеет естественное право свободно исповедовать и развивать свою национальность. Литовец остается литовцем везде и всегда. Литовцы передают жизнь литовского народа, сохраненную их родителями, будущим поколениям, чтобы мы жили вечно.
3 Язык является самой прочной связью национальной общности. Литовский язык является национальной честью для литовца.
4 Семья — это жизнь нации. Литовец создаёт литовскую семью.
5 Национальная культура — это путь к международному признанию и общению. Раскрывая гений нации, национальная культура вносит свой вклад во всеобщие достижения рода человеческого. Долг каждого литовца — создавать условия для национальной культуры.
6 Государство есть высшая организация национального сообщества. Государственная независимость является условием развития и выживания национальной культуры. С работой, образованием, богатством и самопожертвованием литовцы борются за защиту и сохранение независимого Литовского государства.
7 Школа — очаг национального духа. Поддерживать литовскую школу — благороднейший долг каждого литовца.
8 Общество является действенным сторонником национальной культуры. Литовец создает и поддерживает религиозные, культурные, молодёжные, профессиональные и другие литовские общества.
9 Борьба и жертвы наших предков за литовскую литературу — это их завещание и наше обязательство перед всеми поколениями литовского народа.
10 История нации — лучший учитель. Литовцы дорожат прошлым своего народа и национальными обычаями. Литовец стремится быть достойным своих предков, чтобы оставить потомкам уважительную гордость.
11 Национальная солидарность — высшая национальная добродетель. Литовцы развивают национальную солидарность. Все литовцы равноправные дети одного народа, братья между собой. В знак национального взаимопонимания и литовского единства каждый литовец вносит постоянный вклад национальной солидарности.
12 Литовские национальные цвета: желтый — зеленый — красный. Литовский национальный праздник — 16 февраля. Литовский девиз: «Литовцами мы родились, литовцами мы должны быть!».
13 Литовец верен своей стране проживания. Отношения между литовцем и нелитовцем определяются любовью к ближнему и уважением к свободе, чести, жизни, здоровью и имуществу каждого человека.
Оригинальный текст (лит.)    LIETUVIŲ TAUTA,

užsigrūdinusi amžių kovose dėl teisės laisvai ir nepriklausomai gyventi savo tėvų žemėse, vieninga valia siekia savo gyvybę, kalbą, tautines bei valstybines tradicijas išlaikyti, kurti ir ugdyti, kad savo tautine kultūra visuotinei žmonių giminės pažangai bendradarbiaudama, vykdytų Visagalio valią ir laisvo žmogaus pašaukimą. Lietuvių Tautos amžinųjų siekimų vardan skelbiama ši
   LIETUVIŲ CHARTA
    1
Tauta yra prigimtoji žmonių bendruomenė. Niekas negali būti prievartaujamas savo ryšį su tautine bendrija nutraukti. Pasaulyje pasklidę lietuviai sudaro vieningą Pasaulio Lietuvių Bendruomenę.
   2
Žmogus turi prigimtąją teisę laisvai išpažinti ir ugdyti savo tautybę. Lietuvis lieka lietuviu visur ir visada. Savo tėvų išlaikytą Lietuvių Tautos gyvybę lietuvis perduoda ateities kartoms, kad amžinai gyventume.
   3
Kalba yra stipriausias tautinės bendruomenės ryšys. Lietuvių kalba lietuviui yra tautinė garbė.
   4
Šeima yra tautos gyvybė. Lietuvis kuria lietuvišką šeimą.
   5
Tautinė kultūra yra kelias į tarptautinį pripažinimą ir bendravimą. Apreikšdama tautos genijų, tautinė kultūra įneša savaimingą indėlį į visuotinius žmonių giminės laimėjimus. Kiekvieno lietuvio priedermė sudaryti sąlygas tautinei kultūrai.
   6
Valstybė yra aukščiausioji tautinės bendruomenės organizacija. Valstybinė nepriklausomybė yra tautinės kultūros ugdymo ir išlikimo sąlyga. Darbu, mokslu, turtu ir pasiaukojimu lietuvis kovoja, kad apgintų ir išlaikytų nepriklausomą Lietuvos valstybę.
   7
Mokykla yra tautinės dvasios židinys. Kiekvieno lietuvio kilniausioji pareiga būti lietuvių mokyklos rėmėju.
   8
Draugija yra tautinės kultūros veiksminga talkininkė. Lietuvis kuria ir palaiko religines, kultūrines, jaunimo, savišalpos, profesines ir kitas lietuvių draugijas.
   9
Mūsų tėvų kovos ir aukos dėl lietuviškos knygos yra testamentinis įpareigojimas visoms Lietuvių Tautos kartoms. Lietuvis organizuoja ir remia spausdintą lietuvišką žodį.
   10
Tautos istorija yra geriausia tautos mokytoja. Lietuvis brangina savo tautos praeitį ir tautinius papročius. Lietuvis stengiasi būti vertas savo protėvių, kad paliktų pagarbų pasididžiavimą savo palikuonims.
   11
Tautinis solidarumas yra aukščiausia tautinė dorybė. Lietuvis ugdo tautinį solidarumą. Visi lietuviai yra lygūs tos pačios tautos vaikai, tarp savęs broliai. Tautinio susipratimo ir lietuvių vienybės ženklan kiekvienas lietuvis moka nuolatinį tautinio solidarumo įnašą.
   12
Lietuvio tautinės spalvos: geltona – žalia – raudona. Lietuvio tautinė šventė – Vasario 16-ji. Lietuvio šūkis: „Lietuviais esame mes gimę, lietuviais turime ir būt!“.
   13

Lietuvis yra lojalus savo gyvenamajam kraštui. Lietuvio santykius su nelietuviu nustato artimo meilė ir pagarba kiekvieno žmogaus laisvei, garbei, gyvybei, sveikatai ir turtui. .

## Значение хартии
В свое время прелат М. Крупавичюс сравнил принципы Хартии литовцев с цементом, который скрепляет отдельные кирпичики рассеявшихся по всему миру литовцев в единое здание-крепость литовского духа.